# Bag Elefanterne
Bag Elefanterne er et torv i Carlsberg Byen i København.
Pladsen rummer en lang række bevaringsværdige bygninger[kilde mangler] med boliger, samt kontorer og restauranter.
| - Det Grå Hus(en) fra 1875 med tilbygning 1901 af Hack Kampmann - Institution på pladsen - Nyere byggeri på pladsen - Pladsen er opkaldt efter placeringen bag elefantporten |

## Området
| - Detaljeret kort med "Det Grå Hus"(en) fra 1875 mod nordvest og 'Carlsberg Museum'(en) mod sydvest. |